# Tinga (mythologie)
Tinga (ook Tindjis of Tinge genoemd) is een vrouw uit de Griekse en Berberse mythologie. 
Tinga was de vrouw van de reus Antaios, deze laatste was de beschermer van het land van de Berbers, en was onverslaanbaar zolang hij naar zijn moeder de aardgodin Gaia kon terugkeren om zijn kracht te vernieuwen totdat de Griekse held Herakles dit geheim ontdekte, en vervolgens Antaios vermoordde.
Herakles verbond zich, na Antaios gedood te hebben, met Tinga en verwekte bij haar Sufax, van wie de Lybische koningen af zouden stammen. Sufax werd de nieuwe held om het land van de Berbers te beschermen. Sufax zou later - volgens de mythe van de Tangers - de huidige Marokkaanse stad Tanger opbouwen, en deze stad vernoemen naar zijn moeder. Deze mythe stelt dus ook dat de naam van Tanger voor de komst van de Feniciërs al bestond.